# Gheorghe Panaiteanu-Bardasare
Gheorghe Panaiteanu-Bardasare (n. 22 aprilie 1816 în cartierul Burdujeni, atunci sat în județul Botoșani, Suceava - d. 9 noiembrie 1900, Iași) a fost un pictor, grafician și profesor român. A fost un pictor care s-a format la școala müncheneză, cu respect față de meșteșugul picturii, a fost conștiincios în tot ce a realizat în acest domeniu și a fost plin de bune intenții, zel și pricepere în activitatea pedagogică pe care a desfășurat-o. El a fost un reprezentant tipic al stilului academist în România, stil care era „... o expresie a postulatului armonist atât în sfera esteticului cât și în cea socială”. Cu toate acestea, Panaiteanu-Bardasare a fost mai puțin reprezentativ ca Gheorghe Tattarescu, cel care s-a identificat în arta românească cu acest curent.
A urmat Academia Mihăileană din Iași în perioada 1835-1840, făcând parte din prima generație de elevi a acesteia. Aici l-a avut ca profesor pe Giovanni Schiavoni cu care mai apoi a avut o strânsă relație de prietenie.  Din 1840 prin intermediul unei burse, a studiat la Academia de Arte Frumoase din München. Revenit în țară de la München după 18 ani, pune bazele învățământului superior de artă, prin înființarea Școlii de Belle Arte din Iași (26 octombrie 1860). Totodată, alături de Gheorghe Asachi și Mihail Kogălniceanu, fondează și Pinacoteca Națională din Iași, pe lângă Universitatea din Iași, unde se vor păstra mari valori ale artei plastice românești și străine și la conducerea căreia va fi numit.
Timp de aproape patruzeci de ani, Bardasare a făcut să supraviețuiască aceste doua instituții, cărora le-a dedicat, de fapt, tot restul vieții, în detrimentul picturii. El are marele merit de a fi format o serie de mari artiști: Constantin Stahi, Emanoil Bardasare, Ludovic Bassarab, Theodor Buiucliu, Ștefan Șoldănescu, Octav Băncilă s.a. A fost un pedagog înnăscut. A expus lucrări, împreună cu elevii săi, la expozițiile organizate de Școala de Arte Frumoase și la expozițiile artiștilor în viață, deschise alternativ la București și Iași, apoi numai la București. Gheorghe Panaiteanu-Bardasare a reprezentat o culme a creației artistice pentru Moldova acelui timp, arta sa păstrându-și azi valoarea artistică.

## Biografie
Gheorghe Panaiteanu-Bardasare s-a născut la 22 aprilie 1816 la Burdujeni în familia băcanului Panait Bardasare, probabil de origine greacă. Temându-se de prigoana turcilor pe timpul Eteriei pentru că avea legături comerciale cu grecii, Panait, tatăl, și-a luat familia și a fugit la Suceava, din Bucovina austriacă. După ce-au trecut evenimentele, familia s-a întors în Burdujeni unde nu au mai găsit nimic, totul fiind distrus. Ca urmare, Panait și-a dat fiul spre îngrijire unor călugări greci din Botoșani. Așa a ajuns Panaiteanu să cunoască foarte bine limba greacă și să cânte muzică religioasă. A urmat Academia Mihăileană din Iași în perioada 1835-1840, făcând parte din prima generație de elevi a acesteia. Aici l-a avut ca profesor pe Giovanni Schiavoni cu care mai apoi a avut o strânsă relație de prietenie. Printre primii elevi ai Academiei s-au numărat și Gheorghe Lemeni (1813-1848), bursier și el la München cu o bursă de la Eforia Școalelor, Gheorghe Năstăseanu, bursier la Roma, Alexandru Asachi și Dimitrie Asachi, fiii lui Gheorghe Asachi, Gheorghe Giușcă,[A] și Theodor Codrescu.
Artistul român a fost înscris la Academia Mihăileană sub numele de Panaitescu, așa cum reiese din catalogul anului 1837. El era „... fiul lui Panaite, din Burdujeni, au intrat la Academie la 19 ani, la 1836 septembrie 20”. Declarația aparține arhimandritului Sofronie Macriș, alias Sofroni Burdujani, egumen al Mănăstirii Teodoreni din Burdujeni, care a întemeiat o școală de limbă greacă pe lângă acest lăcaș religios. Numele de Panaitescu a fost folosit pe tot parcursul său școlar din Academie, parcurs care așa cum rezultă din cataloage, totalizează un număr de șase semestre.
A terminat academia în 1840 cu titlul „În arta picturii totdeauna primul” ( în limba latină: „ex arte pingendi semper primum” ). A obținut o bursă de studii la Academia de Arte Frumoase din München. Chiar din primul an de studii devine membru extraordinar în Societatea artistică din München, oraș în care va sta peste 18 ani. Specializare în litografie, la Institutul particular condus de Ferdinand Piloty și Iacob Melher (?). Interesul pentru pictura de gen și portret l-a determinat să ia lecții de la Richard Lauchert, artist renumit în vreme. Dacă scenele de gen erau dominate de sentimentalism și duioșie, ceea ce le făcea atractive pentru un anumit public, în schimb s-a dovedit un adevărat maestru al portretului. La München a urmat perceptele neoclasiciste devenind cel mai convins adept. Litografia o cunoștea încă de la Iași unde desenase Portretul reginei Victoria și pe cel al țarului Nicolae I al Rusiei. În momentul în care nu a mai avut bursă, vânzarea litografiilor pe care le făcea a devenit un mijloc de trai în capitala Bavariei.
Revenit în țară, pune bazele învățământului superior de artă, prin înființarea Școlii de Belle Arte din Iași (26 octombrie 1860). Totodată, alături de Gheorghe Asachi și Mihail Kogălniceanu, fondează și Pinacoteca Națională din Iași, pe lângă Universitatea din Iași, unde se vor păstra mari valori ale artei plastice românești și străine și la conducerea căreia va fi numit. La conducerea Pinacotecii a fost ajutat de G. Schiller, cel care a fost elevul lui Giovanni Schiavoni. Deoarece Schiller își făcuse un renume de restaurator de pictură, el s-a ocupat de această activitate la Pinacotecă. Renumele său a fost din păcate demantelat de starea de ruină în care se află astăzi lucrările ce au trecut prin mâna sa.
Timp de aproape patruzeci de ani, Bardasare a făcut să supraviețuiască aceste doua instituții, cărora le-a dedicat, de fapt, tot restul vieții, în detrimentul picturii. El are marele merit de a fi format o serie de mari artiști: Constantin Stahi, Emanoil Bardasare, Ludovic Bassarab, Theodor Buiucliu, Ștefan Șoldănescu, Octav Băncilă s.a. A fost un pedagog înnăscut. A expus lucrări, împreună cu elevii săi, la expozițiile organizate de Școala de Arte Frumoase și la expozițiile artiștilor în viață, deschise alternativ la București și Iași, apoi numai la București. Gheorghe Panaiteanu-Bardasare a reprezentat o culme a creației artistice pentru Moldova acelui timp, arta sa păstrându-și azi valoarea artistică.
Este unchiul pictorului Emanoil Panaiteanu-Bardasare.

## Fondatorii de instituții în domeniul artelor
Marele merit al lui Gheorghe Asachi, atunci când a înființat Academia Mihăileană, a fost să-și dea seama cu o clarviziune care uimește și în ziua de astăzi, că arta, atunci când i se conferă un rol educativ în societate, nu poate fi o manifestație întâmplătoare și sporadică. Ea are nevoie de pregătiri caracterizate de perseverență, chiar de sacrificii și are nevoie de un anume climat moral, de un anumit mediu. Asachi a postulat ideea că formarea tinerilor artiști nu poate fi lăsată la voia hazardului și mai ales la discreția aptitudinilor unor meșteri care stăpâneau unele procedee tehnice încercate și des folosite, chiar dacă acestea erau deseori mai eficiente, din cauza ignoranței, ca noile influențe venite din Apusul Europei. Cum în Muntenia la nivelul anului 1835 erau doar câțiva profesori de desen în școlile secundare, Asachi a înțeles că schimbarea mentalităților claselor boierești și negustorești față de profesia de artist nu era posibilă decât prin înființarea secției Clasul de zugrăvitură în cadrul Academiei Mihăilene de la Iași, pe care o vedea ca o școală superioară de artă similară academiilor occidentale.
Cu toate lipsurile inerente începutului, personalul școlii era străin, așa cum a fost Giovanni Schiavoni. Asachi a vrut ca arta care se preda să aibă un sens românesc, arta pură și cea aplicată să aibă o direcție utilitară și didactică și nu în ultimul rând, școala trebuia să corespundă necesităților bisericii ortodoxe din Principatele românești, ea având de furnizat viitorii pictori religioși. De asemenea, nu era de ignorat producția de materiale de propagandă prin  intermediul litografiei și gravurilor și nici producția de lucrări cu scene istorice. Școala a avut și adversari, rusofilii, conservatorii și boierii, care l-au acuzat pe Asachi și grupul lui de tineri artiști de idei subversive. Ca urmare, Academia s-a închis în anul 1845, cursurile de artă având deja în acel an o vechime de zece ani. Revoluția din 1848 nu a făcut decât să întârzie redeschiderea Academiei așa cum existase ea înainte sau sub o altă formă.

### Expozițiile Academiei Mihăilene
Pentru fixarea unor criterii solide de apreciere artistică, s-au înființat expozițiile de artă prin intermediul cărora s-a dorit educarea gustului publicului și familiarizarea lui cu lucrări de pictură sau sculptură. Expozițiile erau de două feluri. Unele permanente în galerii și pinacoteci și altele ocazionale, care se organizau la sfârșitul anului școlar, ele fiind destinate elevilor. Se mai organizau și expoziții al căror scop era socializarea dintre artiști și amatorii de artă.
Expozițiile de la Academia Mihăileană se organizau regulat și în cadrul lor se lua decizia de acordare a unor burse de studii în străinătate a celor mai buni artiști. Înființarea unei Pinacoteci autentice nu putea fi vorba în acea epocă, Pinacoteca din Iași luând ființă în anul 1860. Construirea unui muzeu în București s-a derulat mai târziu, după întoarcerea de la studii a lui Theodor Aman și Gheorghe Tattarescu. Existând preocupări vechi și în Muntenia, încă din anul 1835, primul „Muzeu de obiecturi de istoria naturală și antichități” l-a avut ca director pe Carol Wallenstein de Vella din anul 1837. Aici s-au adunat ulterior obiecte de artă ca portretele unor personalități, mulaje, copii după mari maeștrii.

### Fondatorii Școlii de Belle Arte de la Iași
O dată cu venirea lui Alexandru Ioan Cuza și Unirea Principatelor s-au creat premisele pentru o existență durabilă a unor instituții cum au fost școlile de arte frumoase și pinacotecile. Astfel de instituții apar de obicei în condiții de stabilitate politică, de relativă liniște socială, de entuziasm și satisfacții de natură națională.
Înființarea Școlii de Belle Arte din Iași a presupus existența a două fenomene care au precedat-o:
1. O teamă a autorităților moldovene, dar și a celor centrale, față de tot ce venea de la Paris, considerând ideile venite din capitala Franței ca fiind revoluționare și cei care le aduceau la Iași erau persoane care au avut un îndelung contact intelectual cu mediul parizian. De aceea școala de la Iași trimitea elevi la studii îndeosebi la Roma, Viena sau München și mai deloc la Paris. Pe de altă parte, chiar trimițându-i în alte capitale europene contactul cu ideile din Franța nu putea fi estompat. O dovada fiind Gheorghe Năstăseanu care a mers la Roma dar s-a infestat cu ideile de libertate și democrație și a și participat activ la Roma, pe baricade, împotriva Papei.[20]
2. Înființarea Școlii de Belle Arte ca o continuare a secției de artă a Academiei Mihăilene, nu s-a făcut în mod întâmplător, ci la sugestia și acțiunea viguroasă a lui Gheorghe Panaiteanu-Bardasare. El a fost elevul Academiei Mihăilene, fost bursier la München timp de 18 ani, și a fost practic crescut de Gheorghe Asachi tocmai pentru a fi profesorul elevilor de mai târziu. În acest mod, munca începută de Asachi a fost continuată de Panaiteanu-Bardasare.[20]

### Fondatorii Pinacotecii de la Iași
Având experiența trecerii sale prin Academia Mihăileană și prin Academia de Arte Frumoase din München, la care s-a adăugat conștientizarea importanței pinacotecilor și muzeelor de artă pe care le-a văzut funcționând în capitala Bavariei, Panaiteanu-Bardasare și-a făcut un plan pentru a înființa la Iași o Pincotecă, pe care să o conducă în paralel cu Școala de Belle Arte.
Întrocându-se în anul 1858 de la studii din München, Bardasare a obținut o locuință și un atelier aflată în clădirea universității vechi. Clădirea avea mai multe săli potrivite, prin mărimea lor, pentru organizarea unor activități expoziționale. Prin folosirea acestora, Bardasare s-a gândit să pună bazele unei galerii de artă unde să adune din donații cele mai bune lucrări ale autorilor români și străini care se puteau găsi în Moldova. Avea mai mulți prieteni care aduceau lucrări din Europa și avea legături cu Scarlat Vârnav, zis Popa Vârnav, Sofronie, după numele de călugăr, care rămăsese la Paris. Acesta era una dintre figurile cele mai simpatice și mai originale ale acelei epoci din Moldova. Vârnav a cumpărat la o licitație încă din anul 1845 (în 19 - 20 decembrie), când Bardasare era la München, câteva lucrări care au făcut parte din celebra colecție Las Marismas, scoasă la vânzare. Au fost tablouri de Caravaggio, Philippe de Champaigne, Egbert van Heemskerck, Eustache Le Sueur, Pietro Liberi, Bartolomé Esteban Murillo și François Stella; Vârnav deținea, de asemenea, o copie a tabloului La Retraite de Russie a lui Philippoteaux, care a fost realizată probabil de artistul însuși și pe care ar fi putut să o cumpere la Expoziția națională a frumoaselor arte de la Bruxelles, în 1842. În 1847, el a donat statului moldovenesc toate lucrările pe care le avea. Oficialitățile, din păcate, nu au fost interesate de ofertă. Colecția a fost lăsată să se deterioreze la un șantier naval din Galați. Ele au fost recuperate de Vârnav (șaisprezece lucrări), în anul 1848, restaurate și donate Academiei Mihăilene. Din 1860, au făcut parte din exponatele Pinacotecii de la Iași.
La creșterea numărului de exponate a contribuit prin donație și Costache Dosiade cu treizeci de lucrări. În anul 1874, prin decizia ministrului de instrucție Titu Maiorescu, a fost cumpărată colecția lui Costache Negri care făcea parte cu titlu de împrumut din exponatele Pinacotecii. Au mai contribuit Constantin D. Stahi, I. M. Codrescu, Ioan Aivas, generalul rus Teodorovici Mircovici, prințesa Adela Moruzi, Alecu Donici, avocatul Fătu, etc.

Fondatorii Pinacotecii din Iași
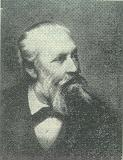
Gheorghe Panaiteanu-Bardasare
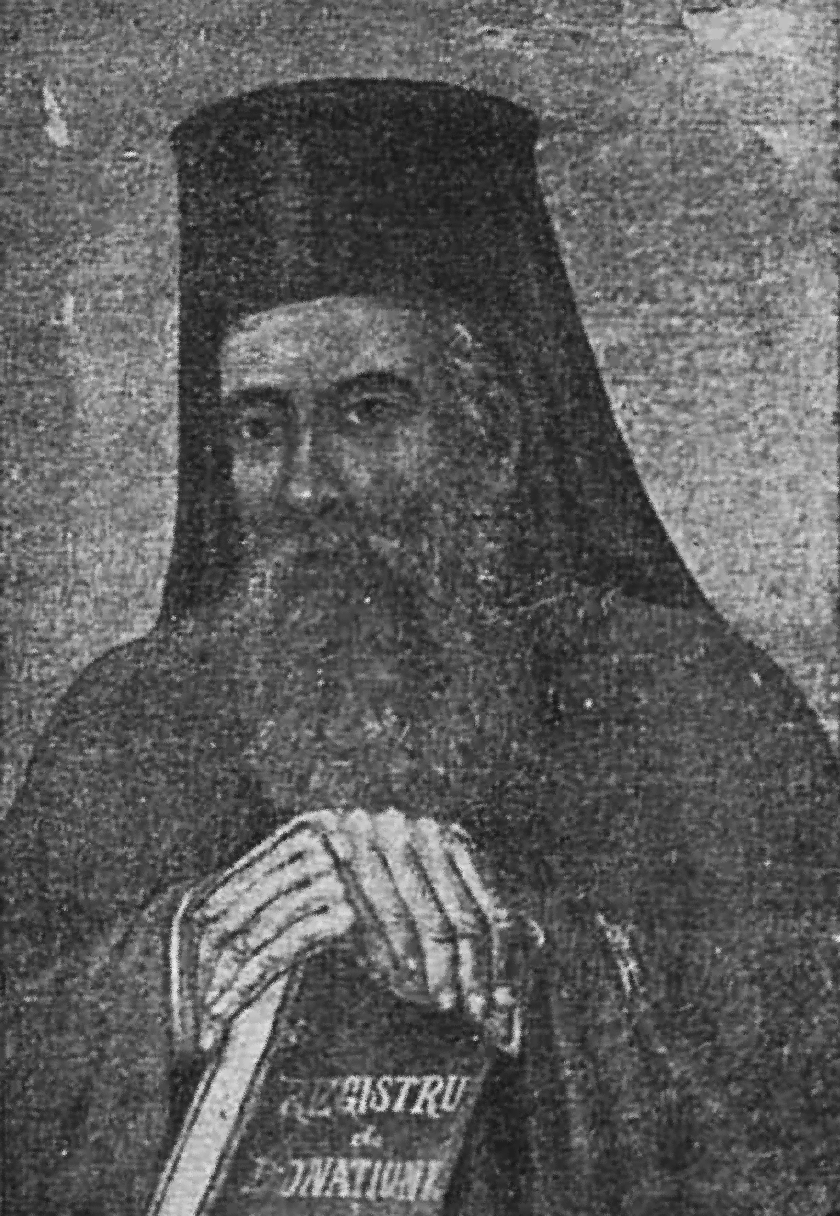
Scarlat Vârnav
Costache Dosiade Ajutați Wikipedia și găsiți imaginea
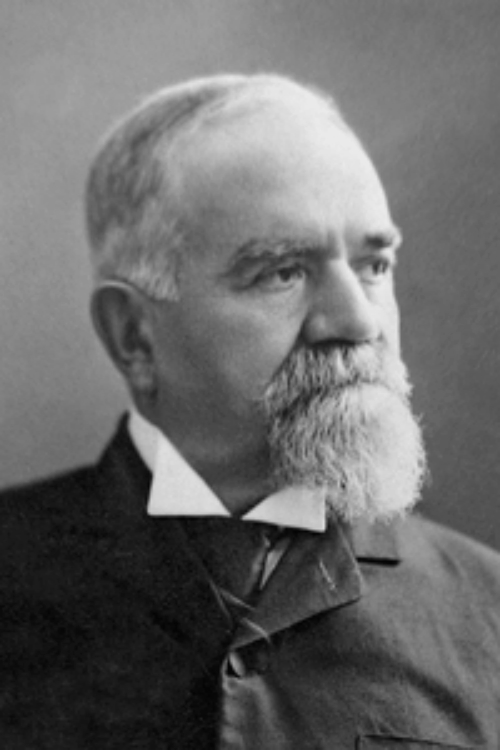
Titu Maiorescu
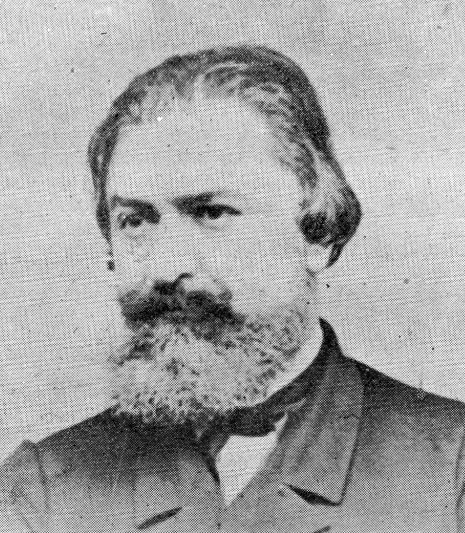
Costache Negri

Pinacoteca din Iași a fost inaugurată în data de 26 octombrie 1860, hotărârea ministerială fiind în 29 august 1860. Cu ocazia deschiderii Pinacotecii din 1860, Donici a donat lucrarea Unirea de Theodor Aman. La 26 iulie 1863, directorul Pinacotecii Bardasare, restauratorul G. Schiller și bibliotecarul Palade au format o comisie de inventariere a lucrărilor aflate în posesia Academiei Mihăilene cu scopul precis de transferare a lor în cadrul galeriei Pinacotecii. În galerie au mai intrat opere de Niccolò Livaditti, Ion Balomir, Mihail Lapaty, Gheorghe Năstăseanu și Giovanni Schiavoni. În 15 octombrie 1863, Dimitrie Bolintineanu a donat lucrarea Țepeș și solii turci de Theodor Aman.

## Opera
Tinerii trimiși de stat prin intermediul burselor, ca și cei care au plecat la studii în străinătate pe cont propriu, s-au întors în țară în preajma Unirii Principatelor și toți și-au luat sursele de inspirație din concepțiile academice ale Apusului. Înființarea muzeelor, organizarea de Expoziții ale artiștilor în viață și înființarea școlilor de artă (1864) a dus la triumful academiștilor români care au devenit ulterior profesori în învățământul artistic din România. Unul dintre bursierii statului moldovean a fost Gheorghe Panaiteanu-Bardasare. El a jucat un rol deosebit de important deoarece a fost organizatorul școlii de arte din Iași, animator artistic și pedagog, organizator de muzee și expoziții periodice din Moldova. Influența lui Bardasare a fost resimțită de generații întregi de tineri artiști începând cu anul 1860.

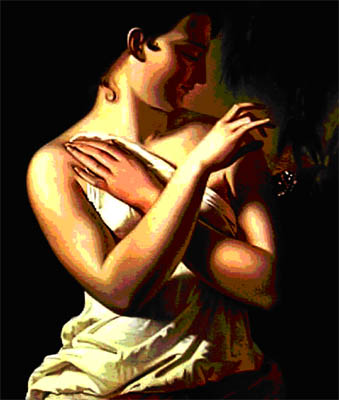
Gheorghe Panaiteanu Bardasare - Fata cu fluturele (Venus la baie)

Sarcedotele
Ajutați Wikipedia
și găsiți imaginea

Ion Frunzetti a fost de părere că înrâurirea gustului consumatorului de artă spre canoanele academismului era o normalitate privind prin prisma faptului că Bardasare avea formație academică germană, o obișnuință a acelei epoci. Întreaga sa operă care a rămas posterității confirmă această afirmație, deoarece se vede în lucrările sale maniera pe care o folosea din anii săi de studii și unele elemente ce-și au obârșia în contactul pe care l-a avut cu arta müncheneză. Se vede meticulozitatea academică germană a primei jumătăți a secolului al XIX-lea în mai toate tablourile pe care le-a făcut. Se constată o compoziție monotonă, convențională, coloritul nu este unul debordant, rezultatul oferind privirii ceva impersonal și rece, indiferent de subiectul abordat. Aprecierile critice ale lui Frunzetti au avut la bază analiza pe care istoricul a făcut-o studiind operele lui Panaiteanu aflate la Galeria Națională din București și la Pinacoteca Statului de la Iași. Astfel, Frunzetti a dat exemplul tabloului intitulat Sacerdotele (preotul cu mâna pe piept) de la Iași și Femeia cu fluturele.
Sarcedotele relevă unele calități de desen care nu se întâlnesc la niciunul dintre pictorii activi până în anul 1850. Cu toate că lucrarea este una mediocră atât ca realizare artistică, cât și ca idee, se vede că ea este produsul unui meșteșugar stăpân pe rețetele sale de atelier, cu tradiție, a unuia care-și cunoaște foarte bine meseria. Pe spatele pânzei există mențiunea făcută de artist: Zugrăvit de Panaiteanu-Bardasare în München, 1847.
Cronicile din presa anului 1865 au comentat pe larg lucrarea intitulată Femeia cu fluturele. Ea a fost expusă cu numele Venus la baie, dar cele mai bune aprecieri ale comentatorilor s-au îndreptat spre o altă lucrare a aceluiași autor, astăzi dispărută, cu numele Războinicul cuirasat. Același Ion Frunzetti a opinat că Războinicul ar fi fost vândut imediat datorită cronicii de presă. Istoricul de artă a considerat că tabloul ar fi avut asemănări cu lucrarea Cavalerul în armură a lui Gheorghe Năstăseanu. Acest fapt relevă o dovadă că opinia publică și-ar fi dat seama de insuficiențele tematicii convenționale ale clasicismului academist folosite în mai toate picturile lui Bardasare. Frunzetti a socotit că mustrarea publicului de care a avut parte artistul, a fost posibilă ca urmare a loviturii de stat din 2 mai 1864 coroborată cu progresismul reieșit din revoluția burghezo-democratică a momentului și prin prisma reformelor oficiale instaurate de Alexandru Ioan Cuza și Mihail Kogălniceanu. Pe de altă parte, academismul ar fi putut fi conveni oficialităților de după căderea lui Cuza din cauza Monstruoasei coaliții, deoarece era un stil convențional, evazionist, un adormitor al conștiințelor. Un adevăr care susține ultimele afirmații ale lui Frunzetti este medalia clasa a II-a pe care Bardasare a primit-o cu ocazia expoziției din anul 1867, unde au fost apreciate lucrările artistului. Bardasare a avut parte în presă de elogii și Constantin I. Stăncescu, agitator al artelor, în expunerea de la Ateneul Român din 1867, a spus că:
„... D-l Panaiteanu iubește florile și efectele de lumină. Dumnealui a făcut în anul acesta o nouă Buchetieră, un pendante poate la tabloul ce galeria noastră posedă de dumnealui și în care efectul de lumină este prea bine condus.”
Nu se știe nici astăzi despre ce Buchetieră a fost vorba, dar prin titlul ei nu se induce nimic despre ceva care ar depăși idealul sentimentalității burgheze sau despre o lucrare care să iasă din convenționalismul academic. Un lucru cert este că Bardasare, împreună cu Gheorghe Tattarescu și Theodor Aman, a fost foarte bine văzut de către oficialități, drept pentru care a și făcut parte din comisia României care a participat la Expoziția internațională de la Paris din 1867.
La Pinacoteca din Iași se regăsesc astăzi multe din lucrările lui Bardasare, Fata cu fluturele fiind cea mai cunoscută, dar nu și cea mai reușită ca realizare artistică. Portretele primează, mai ales cele ale lui A. Lochman care sunt net superioare celorlalte.[B] Asemenea lui Giovanni Schiavoni, Bardasare, atunci când a abordat un portret, a uitat de convenționalismul, abstracțiunile, alegoriile și perceptele neoclasiciste ale școlii müncheneze și a fost captivat de trăsăturile fizionomiilor, realizând minunate figuri bărbătești. Au apărut astfel desenul precis și strâns, calități de culoare și uneori preocupări față de materie picturală. Prin comparație cu portretele pe care le-a făcut, Fata cu fluturele, galbenă, ofilită în cromatică, migăloasă și pictată subțire, nu poate fi considerată decât un banal studiu de atelier.

## Locul artistului în pictura românească

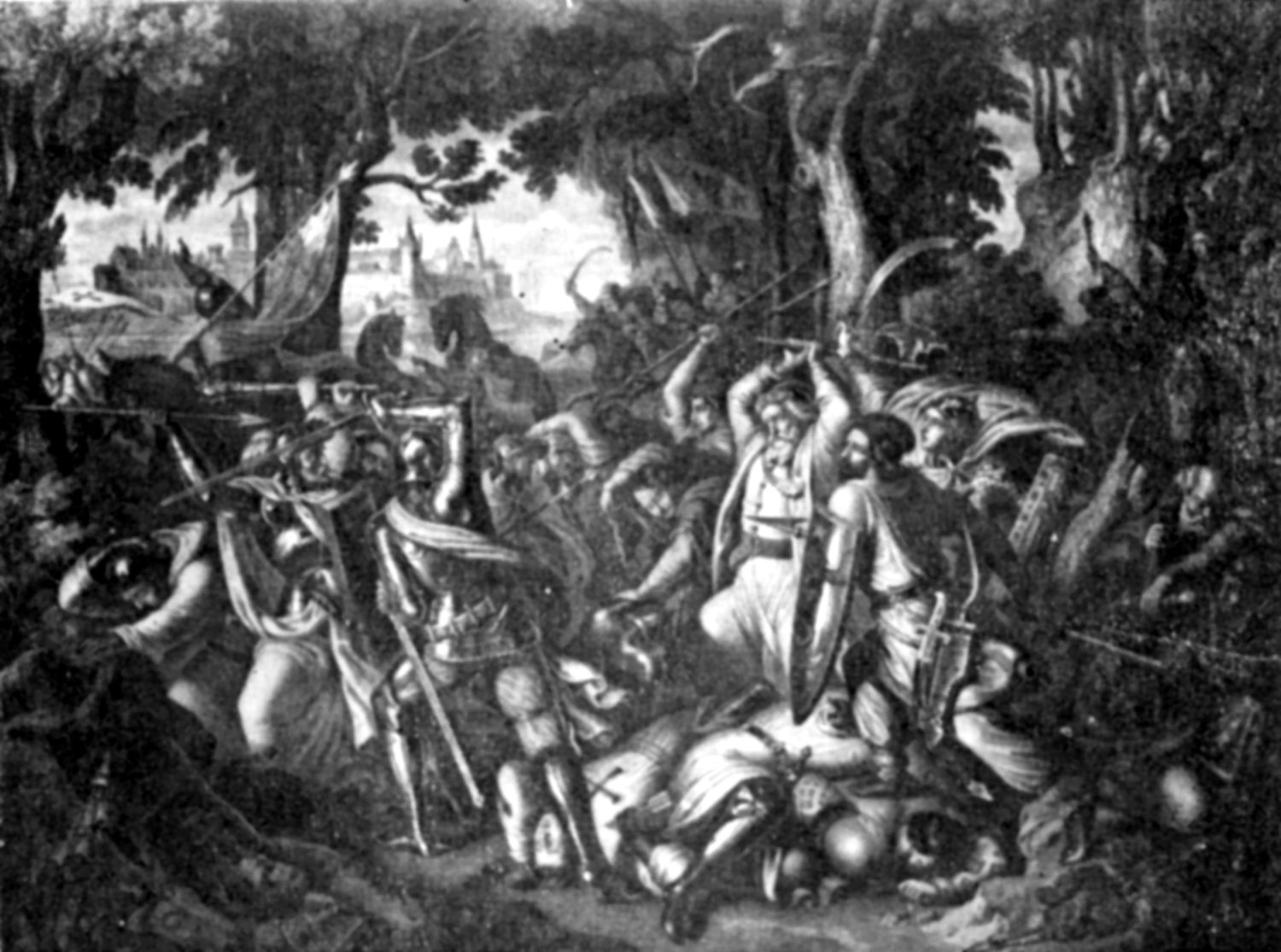
Gheorghe Panaiteanu Bardasare - Bătălia Moldovenilor cu cavalerii crucieri, urmată lângă Marienburg, în Prusia, la 1423 (1422), 1843

Rolul lui Gheorghe Panaiteanu-Bardasare în arta plastică din România nu poate fi trecut cu vederea. El a fost un pictor care s-a format la școala müncheneză, cu respect față de meșteșugul picturii, a fost conștiincios în tot ce a realizat în acest domeniu și a fost plin de bune intenții, zel și pricepere în activitatea pedagogică pe care a desfășurat-o. El a fost un reprezentant tipic al stilului academist în România, stil care era „... o expresie a postulatului armonist atât în sfera esteticului cât și în cea socială”. Cu toate acestea, Panaiteanu-Bardasare a fost mai puțin reprezentativ ca Gheorghe Tattarescu, cel care s-a identificat în arta românească cu acest curent.
O dată ce Bardasare a obținut consacrarea, el nu a mai fost capabil să-și reînnoiască arta, nu s-a mai obosit s-o facă până la finalul carierei sale. Cu toate acestea, el a reușit să marcheze arta românească prin ce a realizat, chiar dacă formal, totul fiind un progres față de ce s-a făcut înaintea lui. Se poate spune că progresul lui poate fi similar unui ordin lingvistic prin faptul că pictorul Panaiteanu a fost pentru alți artiști „... un exemplu de limbaj gramatical, nu întotdeauna și expresiv”. Se știe astăzi că de abia elevii săi ca Emanoil Panaiteanu-Bardasare sau Constantin Stahi au reușit să fructifice lecțiile de corectitudine impuse de profesorul lor Panaiteanu-Bardasare. Ei au aplicat învățăturile la o artă cu un conținut mai bogat fără să mai facă apel la alegoriile convenționale sau la fel și fel de înfiorări sentimentale.

## Vezi și
- Mormântul pictorului Gheorghe Panaiteanu-Bardasare

## Legături externe
- Ștefan Dimitrescu: Pinacoteca națională din Iași[nefuncțională]
 în restitutio.bcub.ro, Boabe de grâu, 1932, accesat 16 noiembrie 2020